# Ferrari Enzo
Ferrari Enzo Ferrari je sportovní auto s motorem V12 pojmenované po zakladateli firmy (Enzo Ferrari). V současné době je jedním z nejvýkonnějších aut na světě. Bylo postavené v roce 2003 s pomocí technologií z Formule 1, jako třeba použití uhlíkového vlákna.

## Fotogalerie

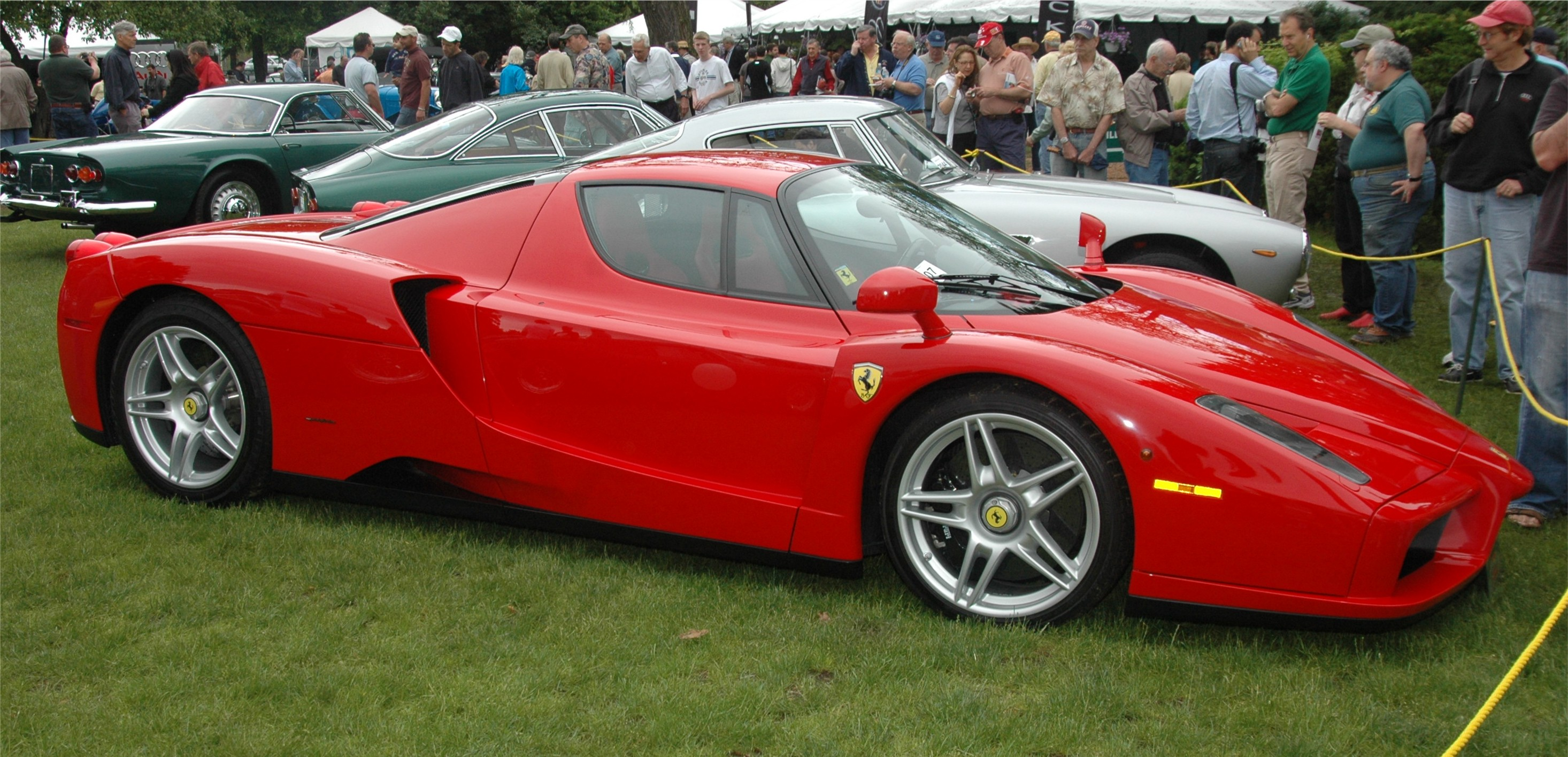
Enzo Ferrari z boku
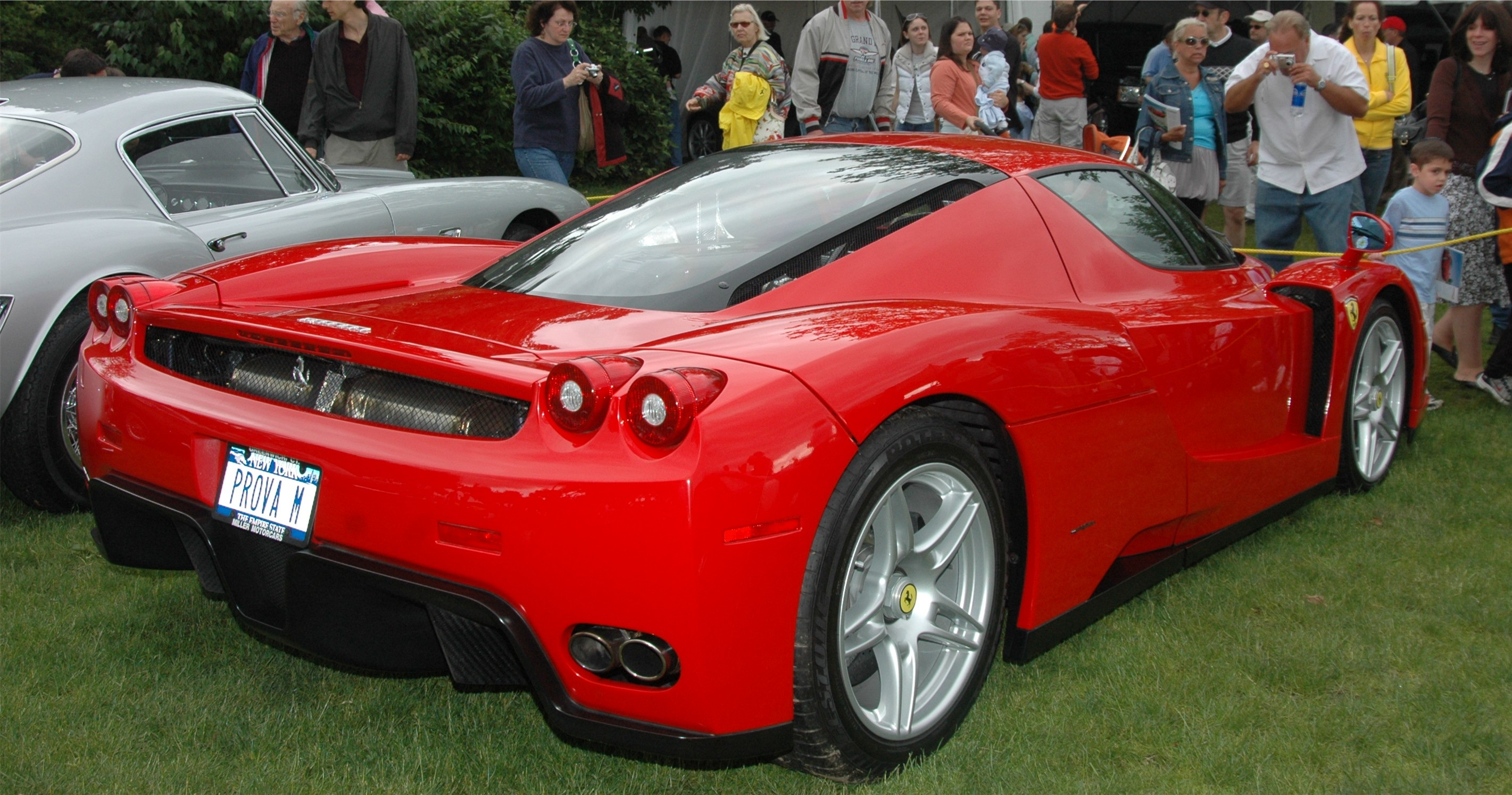
Enzo Ferrari zezadu